# Deutsche Demokratische Union
Die Deutsche Demokratische Union (Kurzbezeichnung: DDU) war eine linksgerichtete politische Partei, zunächst im Saarland, seit 1957 in der Bundesrepublik Deutschland. Auch nach 1957 trat die DDU praktisch ausschließlich im Saarland in Erscheinung.

## Geschichte
Gegründet wurde die DDU am 24. September 1955. Sie ging aus der Ortsgruppe Lebach der Deutschen Sammlung hervor, eines Vorläufers des Bundes der Deutschen. Bei der Volksabstimmung über das Saarstatut 1955 trat sie gemeinsam mit der Kommunistischen Partei Saar (KP Saar) als entschiedene Gegnerin des Saarstatuts auf und arbeitete im „Deutschen Ausschuß gegen das Saarstatut“ mit, optierte also gegen die Fortsetzung der Anbindung an Frankreich. Sie nahm an der Landtagswahl im Saarland 1955 teil, erreichte dort jedoch nur 0,9 Prozent. Nach dem Beitritt des Saarlands zur Bundesrepublik Deutschland konstituierte sich die Partei am 7. Juli 1957 als saarländischer Landesverband des Bundes der Deutschen, die DDU löste sich jedoch nicht formal auf. Im Frühling 1960 wurde sie „wiederbelebt“ (Schönfeldt), wohl unter anderem deshalb, weil die KP Saar 1957 als Ersatzorganisation der KPD verboten worden war und KP-Saar-Mitglieder eine Möglichkeit zur politischen Betätigung unter dem Dach der DDU suchten, und trat bei den saarländischen Kommunalwahlen und den saarländischen Landtagswahlen in diesem Jahr an. Bei den Kommunalwahlen im Dezember 1960 erreichte sie vier Kreisrats- und 54 Gemeinderatsmandate. Größter Erfolg war bei der Landtagswahl 1960 der Einzug in den Landtag des Saarlandes mit den beiden Abgeordneten Erich Walch und Erwin Gieseking. Walch war bereits in der vorherigen Legislaturperiode Landtagsabgeordneter gewesen, jedoch für die Kommunistische Partei Saar.
Am 5. März 1961 konstituierte sich ein Landesverband Saar der Deutschen Friedens-Union (DFU) unter Leitung von Gieseking, der zugleich Vorsitzender der DDU und Gründungsmitglied der DFU war. Die DDU fungierte damit „de facto“, so Rolf Schönfeldt, als Landesverband der DFU, löste sich jedoch erneut nicht formal auf. Zu den Bundestagswahlen 1961 und 1965 kandidierten DDU-Mitglieder auf der Liste der DFU. Dagegen trat die DDU selbst zur Landtagswahl im Saarland 1965 an, verfehlte jedoch den erneuten Einzug in den Landtag. Ebenso kandidierte die DDU bei den saarländischen Kommunalwahlen 1968 und errang insgesamt 47 Mandate. Im selben Jahr fusionierte sie mit der DFU.

## Wahlen
Die DDU trat ausschließlich zu saarländischen Landtags- und Kommunalwahlen an.
- Landtagswahl 1955: 05.121 Stimmen, 0,9 %
- Landtagswahl 1960: 26.743 Stimmen, 5,0 % (+4,1 Prozentpunkte), 2 Sitze im saarländischen Landtag
- Landtagswahl 1965: 18.585 Stimmen, 3,1 % (−1,9 Prozentpunkte)

- Kreisratswahlen Dezember 1960: insgesamt 19.079 Stimmen, 4,0 %; 4 Sitze, davon 2 im Wahlkreis Saarbrücken-Land, 2 im Wahlkreis Ottweiler
- Gemeinderatswahlen Dezember 1960: insgesamt 15.799 Stimmen, 3,0 %; 54 Sitze, davon je 4 in Dudweiler, Wiebelskirchen und Namborn
- Kreistagswahlen 1964: insgesamt 14.949 Stimmen, 2,6 %, keine Sitze
- Gemeinderatswahlen 1964: insgesamt 10.710 Stimmen, 1,8 %, 37 Sitze
- Kreistagswahlen 1968: insgesamt 15.279 Stimmen, 2,6 %, keine Sitze
- Gemeinderatswahlen 1968: insgesamt 12.483 Stimmen, 2,1 %, 47 Sitze[2]